# Dundee (Sudafrica)
Dundee è un centro abitato del Sudafrica, situato nella provincia del KwaZulu-Natal.